# Edith Eckbauer
Edith Eckbauer (nacida como Edith Baumann, 27 de octubre de 1949) es un deportista alemana que compitió para la RFA en remo.
Participó en los Juegos Olímpicos de Montreal 1976, obteniendo una medalla de bronce en la prueba de dos sin timonel. Ganó una medalla de bronce en el Campeonato Mundial de Remo de 1975 y dos medallas de bronce en el Campeonato Europeo de Remo, en los años 1971 y 1973.

## Palmarés internacional
| Juegos Olímpicos   | Juegos Olímpicos         | Juegos Olímpicos  | Juegos Olímpicos   |
| Año                | Lugar                    | Medalla           | Prueba             |
| ------------------ | ------------------------ | ----------------- | ------------------ |
| 1976               | Montreal (Canadá)        | Medalla de bronce | Dos sin timonel    |
| Campeonato Mundial |                          |                   |                    |
| Año                | Lugar                    | Medalla           | Prueba             |
| 1975               | Nottingham (Reino Unido) | Medalla de bronce | Cuatro con timonel |
| Campeonato Europeo |                          |                   |                    |
| Año                | Lugar                    | Medalla           | Prueba             |
| 1971               | Copenhague (Dinamarca)   | Medalla de bronce | Scull individual   |
| 1973               | Moscú (URSS)             | Medalla de bronce | Scull individual   |